# Małgorzata Kostlachówna
Małgorzata Kostlachówna (ur. ok. 1584, zm. 3 stycznia 1617 w Cieszynie) – kochanka Adama Wacława, księcia cieszyńskiego; ochmistrzyni jego dworu od najpóźniej 1612, matka Wacława Gotfryda Hohensteina.

## Pochodzenie
Jej dziadek, Jan (Hans) Kostlach (zm. 1560 lub krótko potem), złotnik z Kremże, osiadł w Brnie, gdzie m.in. pełnił funkcję rajcy. W 1558 cesarz Ferdynand I Habsburg nadał mu herb oraz predykat „z Kremże”. Z małżeństwa z Małgorzatą (zm. między 1576 a 1581) miał troje dzieci: Andrzeja, Rocha i Katarzynę (zm. 1589). Małgorzata po śmierci męża wyszła za mąż za Wacława Ryšana, brneńskiego pisarza sądowego.
Roch studiował na Uniwersytecie w Wittenberdze. W przeciwieństwie do ojca zdecydował się przejść na luteranizm. W latach 1573–1583 pracował jako pisarz miejski w Brnie. Żonaty z bliżej nieznaną kobietą miał dwie córki: Zuzannę i Małgorzatę.

## Małżeństwo z Henrykiem Wodickim
Małgorzata była córką Rocha. Po śmierci ojca (zmarł przed 1590 rokiem) jej interesy reprezentowała rada miejska Brna. Przed połową 1600 roku poślubiła Henryka Wodickiego, adwokata. Małżeństwo okazało się nieudane. 15 lipca 1606 roku Wodicki wyrzucił żonę z wynajmowanego domu w Brnie. Małgorzata schroniła się u matki. W latach 1606–1609 przed sądem ziemskim w Brnie domagała się zwrotu wiana.

## Związek z Adamem Wacławem
Po rozwodzie z Wodickim, w nieznanym roku, znalazła się na dworze Adama Wacława, księcia cieszyńskiego. Została tam ochmistrzynią. Po raz pierwszy figuruje w dokumentach 5 czerwca 1612 roku, kiedy Adam Wacław podarował jej folwark i wieś Marklowice oraz Brzezówkę z siedmioma rolnikami. Nadanie to potwierdził 11 lutego 1615 roku w Wiedniu cesarz Maciej Habsburg.
We wrześniu 1614 roku towarzyszyła Adamowi Wacławowi w pielgrzymce do Kalwarii Zebrzydowskiej.
Ze związku Małgorzaty Kostlachówny i Adama Wacława pochodził syn Wacław Gotfryd, późniejszy baron Hohenstein.
Zmarła 3 stycznia 1617 roku w Cieszynie. 12 stycznia tego roku została pochowana w tamtejszym klasztorze dominikanów, nekropolii Piastów cieszyńskich.